# Урочище гора Болгатура
Урочище гора Болгатура — комплексна пам'ятка природи місцевого значення, розташована у смт Гурзуф Ялтинської міськради, АР Крим. Створена відповідно до Постанови ВР АРК № 1316-4/05 від 19 травня 2005 року.

## Загальні відомості
Землекористувачем є ТОВ «Флора Сервіс», площа 1,9 га. Розташована у смт Гурзуф Ялтинської міськради.
Пам'ятка природа створена з метою охорони і збереження в природному стані цінного в науковому, естетичному відношенні природного комплексу, що складається з рідкісних і ендемічних рослин та створення умов, що сприяють їхньому збереженню та відновленню.